# Jelena Dembo
Jelena Dembo, ros. Елена Дембо, gr. Έλενα Ντέμπο, Elena Dembo (ur. 8 grudnia 1983 w Penzie) – grecka szachistka pochodzenia rosyjskiego, arcymistrzyni od 2001, posiadaczka męskiego tytuł mistrza międzynarodowego od 2003 roku.

## Kariera szachowa
W pierwszym turnieju w życiu zagrała mając 3 lata i 9 miesięcy. W roku 1990 jej rodzina wyemigrowała z Rosji do Izraela. Jako juniorka, pięciokrotnie zdobyła mistrzostwo Izraela w różnych kategoriach wiekowych. Posiada również 8 medali zdobytych na mistrzostwach świata i Europy, w tym złoty, zdobyty w roku 2002 na mistrzostwach Europy juniorek do lat 20 w szachach szybkich w Nowym Sadzie. W latach 2000–2004 w rozgrywkach międzynarodowych reprezentowała Węgry, natomiast od kwietnia 2004 r. reprezentuje Grecję.
Na swoim koncie posiada wiele indywidualnych sukcesów, m.in. w roku 2003 triumfowała w mistrzostwach Węgier kobiet, podzieliła I m. (wraz z Margaritą Wojską) w otwartym turnieju Acropolis w Atenach. W tym samym roku Międzynarodowa Federacja Szachowa nadała jej tytuł mistrza międzynarodowego. W 2004 podzieliła I m. w memoriale Elizawiety Bykowej w miejscowości Włodzimierz nad Klaźmą. W następnym roku osiągnęła duży sukces, zdobywając brązowy medal na indywidualnych mistrzostwach Europy rozegranych w Kiszyniowie. Zajęła również II m. (za Moniką Soćko) w Atenach oraz podzieliła VI m. w otwartym turnieju w Hamburgu, zdobywając pierwszą normę na tytuł arcymistrza. W 2006 zajęła VI m. na rozegranych w Kuşadası mistrzostwach Europy kobiet, natomiast w 2007 podzieliła III m. w turnieju open w Cannes. W 2008 r. osiągnęła kolejny dobry wynik w indywidualnych mistrzostwach Europy, dzieląc w Płowdiwie II-VII miejsce.
W latach 2002–2008 czterokrotnie wystąpiła na szachowych olimpiadach, natomiast w latach 2001–2007 – również czterokrotnie na drużynowych mistrzostwach Europy, w 2003 r. zdobywając srebrny medal wspólnie z szachistkami węgierskimi.
Najwyższy ranking w dotychczasowej karierze osiągnęła 1 września 2009 r., z wynikiem 2482 zajmowała wówczas 22. miejsce na światowej liście FIDE.